# 加賀見山再岩藤
加賀見山再岩藤（かがみやま　ごにちの　いわふじ）は二代目河竹新七作の時代物歌舞伎狂言。7幕。1860年(万延元年)3月、江戸・市村座初演。加賀見山旧錦絵の後日譚。加賀見山旧錦絵で尾上が自害して岩藤がお初に討たれたその日から丁度一年後。お初に殺害された岩藤の霊が望月弾正を操り多賀藩の乗っ取りをたくらむ。八丁畷の三昧（墓場）で討ち捨てられ散乱した遺骨がひとりでに集まって骸骨となり、岩藤が復活する場面があることから「骨寄せ（こつよせ）の岩藤」の通称がある。
- 岩藤の消え込みについて、大道具の長谷川勘兵衛が言いますのに、お化けと幽霊とは消え方が違う。お化けはスーッと消えて、幽霊はパッと消える。三代目菊五郎さんはこういう事まで喧しかったという事でした。（六代目尾上梅幸 芸談）
- 宙乗りを楽屋の専門用語で「ふわふわ」という。
- 最近では、2021年8月に歌舞伎座で坂東巳之助（8月19日まで[1]）市川猿之助（8月20日から）が多賀大領・御台梅の方・奴伊達平・望月弾正・安田隼人・岩藤の霊の6役を演じた。